# Nicey
Nicey ist eine französische Gemeinde mit 108 Einwohnern (Stand: 1. Januar 2022) im Département Côte-d’Or in der Region Bourgogne-Franche-Comté. Die Gemeinde gehört zum Arrondissement Montbard und zum Kanton Châtillon-sur-Seine. Die Einwohner werden Nicetois genannt.

## Geographie
Nicey liegt etwa 81 Kilometer nordwestlich von Dijon und etwa 56 Kilometer östlich von Auxerre. Umgeben wird Nicey von den Nachbargemeinden Channay im Norden, Griselles im Osten, Laignes im Südosten, Gigny im Süden sowie Cruzy-le-Châtel im Westen.

## Bevölkerungsentwicklung
| Jahr                       | 1962 | 1968 | 1975 | 1982 | 1990 | 1999 | 2006 | 2019 |
| Einwohner                  | 328  | 258  | 230  | 210  | 171  | 145  | 139  | 111  |
| Quellen: Cassini und INSEE |      |      |      |      |      |      |      |      |

## Sehenswürdigkeiten

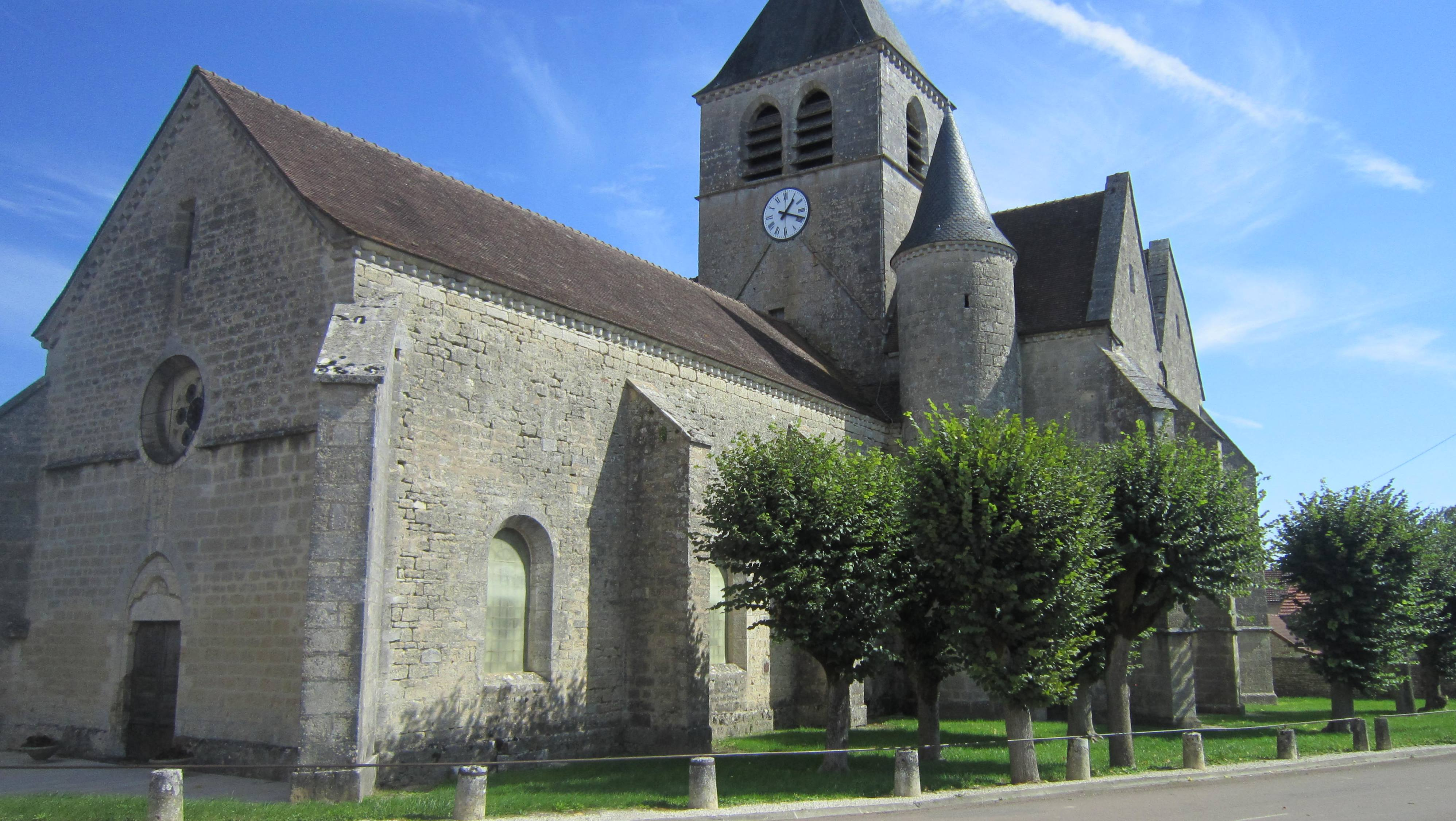
Kirche Saint-Pierre-Saint-Paul

- Kirche Saint-Pierre-Saint-Paul, Monument historique seit 1914